# Gabriele Rolando
Gabriele Rolando (Genova, 2 aprile 1995) è un calciatore italiano, difensore svincolato.

## Caratteristiche tecniche
Terzino destro molto dinamico, abile nei cross e nell'uno contro uno, grazie alla sua duttilità tattica può essere impiegato anche come centrocampista di fascia e come ala. Per le sue caratteristiche ha dichiarato di ispirarsi a Juan Cuadrado.

## Carriera

### Gli inizi ed i vari prestiti
Cresciuto nel settore giovanile della Sampdoria, inizia la sua carriera professionistica al Como, dove si trasferisce in prestito nel 2014; con la squadra lariana ottiene la promozione in Serie B dopo i play-off. Il 10 luglio 2015 passa al Matera, mentre nella stagione successiva viene ceduto, sempre a titolo temporaneo, al Latina. Disputato un buon campionato con i pontini, l'11 luglio 2017 viene acquistato, in prestito con diritto di riscatto, dal Palermo; con i rosanero colleziona soltanto 14 presenze complessive, a causa di tre infortuni patiti nel corso della stagione.

### Sampdoria e prestito al Carpi
Nella stagione 2018-19 viene aggregato per la prima volta alla prima squadra della Sampdoria, con cui svolge il ritiro estivo. Debutta il 4 dicembre 2018 nella partita di Coppa Italia vinta per 2-1 contro la SPAL, ma non in campionato, dove colleziona soltanto 17 panchine. Così, il 21 gennaio 2019 si trasferisce, a titolo temporaneo, al Carpi. Nonostante la pessima stagione del Carpi, che sotto la guida inizialmente di Marcello Chezzi e poi di Fabrizio Castori termina il campionato di Serie B all'ultimo posto (retrocessione diretta in Serie C), Rolando colleziona 15 presenze su 17 partite disponibili (quasi tutte da titolare), in cui ha segnato 2 reti. A fine stagione fa ritorno alla Sampdoria.

### Reggina e prestito al Bari
Il 19 agosto seguente viene acquistato a titolo definitivo dalla Reggina, con cui firma un triennale.
Il 21 gennaio 2021 viene acquistato in prestito, con obbligo di riscatto in caso di promozione, dal Bari. Debutta tre giorni dopo da titolare nella vittoriosa partita casalinga del Bari per 4-1 contro la Virtus Francavilla. A fine stagione fa ritorno agli amaranto.

### Catanzaro
Il 28 luglio 2021 viene ceduto a titolo definitivo al Catanzaro.

## Statistiche

### Presenze e reti nei club
Statistiche aggiornate al 23 maggio 2023.
| Stagione         | Squadra          | Campionato       | Campionato | Campionato | Coppe nazionali | Coppe nazionali | Coppe nazionali | Coppe continentali | Coppe continentali | Coppe continentali | Altre coppe | Altre coppe | Altre coppe | Totale | Totale |
| Stagione         | Squadra          | Comp             | Pres       | Reti       | Comp            | Pres            | Reti            | Comp               | Pres               | Reti               | Comp        | Pres        | Reti        | Pres   | Reti   |
| ---------------- | ---------------- | ---------------- | ---------- | ---------- | --------------- | --------------- | --------------- | ------------------ | ------------------ | ------------------ | ----------- | ----------- | ----------- | ------ | ------ |
| 2014-2015        | Como             | LP               | 19+1       | 2          | CI+CI-LP        | 3+5             | 0               | -                  | -                  | -                  | -           | -           | -           | 28     | 2      |
| 2015-2016        | Matera           | LP               | 21         | 3          | CI+CI-LP        | 1+0             | 0               | -                  | -                  | -                  | -           | -           | -           | 22     | 3      |
| 2016-2017        | Latina           | B                | 23         | 1          | CI              | 2               | 0               | -                  | -                  | -                  | -           | -           | -           | 25     | 1      |
| 2017-2018        | Palermo          | B                | 12+2       | 1          | CI              | 0               | 0               | -                  | -                  | -                  | -           | -           | -           | 14     | 1      |
| 2018-gen. 2019   | Sampdoria        | A                | 0          | 0          | CI              | 1               | 0               | -                  | -                  | -                  | -           | -           | -           | 1      | 0      |
| gen.-giu. 2019   | Carpi            | B                | 15         | 2          | CI              | -               | -               | -                  | -                  | -                  | -           | -           | -           | 15     | 2      |
| 2019-2020        | Reggina          | C                | 23         | 1          | CI+CI-C         | 0+1             | 0               | -                  | -                  | -                  | -           | -           | -           | 24     | 1      |
| 2020-gen. 2021   | Reggina          | B                | 11         | 0          | CI              | 1               | 0               | -                  | -                  | -                  | -           | -           | -           | 12     | 0      |
| Totale Reggina   | Totale Reggina   | Totale Reggina   | 34         | 1          |                 | 2               | 0               |                    | -                  | -                  |             | -           | -           | 36     | 1      |
| gen.-giu. 2021   | Bari             | C                | 15+2       | 0          | CI              | -               | -               | -                  | -                  | -                  | -           | -           | -           | 17     | 0      |
| 2021-2022        | Catanzaro        | C                | 16+2       | 1          | CI+CI-C         | 2+1             | 0               |                    | -                  | -                  |             | -           | -           | 21     | 1      |
| 2022-2023        | Catanzaro        | C                | 7          | 0          | CI              | 1               | 0               | -                  | -                  | -                  | -           | -           | -           | 8      | 0      |
| Totale Catanzaro | Totale Catanzaro | Totale Catanzaro | 23+2       | 1          |                 | 4               | 0               |                    | -                  | -                  |             | -           | -           | 29     | 1      |
| Totale carriera  | Totale carriera  | Totale carriera  | 169        | 11         |                 | 18              | 0               |                    | -                  | -                  |             | -           | -           | 189    | 11     |

## Palmarès

### Club

#### Competizioni nazionali
- Serie C: 2

Reggina: 2019-2020 (girone C)
Catanzaro: 2022-2023 (girone C)
- Supercoppa Serie C: 1

Catanzaro: 2023